# Caso Adam Toledo
O Caso Adam Toledo refere-se à morte de um menino de 13 anos, ocorrida em 29 de março de 2021, Adam Toledo, O menino latino-americano de 13 anos foi baleado e morto pelo oficial do Departamento de Polícia de Chicago (CPD) Eric Stillman no bairro de Little Village, no lado oeste de Chicago, às 2h38, horário local. Poucas horas depois do tiroteio, o CPD descreveu o incidente em um tweet como um "confronto armado".
Em 10 de abril, durante uma leitura no tribunal de acusações criminais contra o adulto que deu a Toledo a arma envolvida no incidente, um promotor assistente do Condado de Cook disse incorretamente ao juiz que Toledo estava segurando a arma no momento em que Toledo foi baleado devido a seu supervisor não revisou a oferta. Em 15 de abril, a gravação de vídeo da câmera corporal de Stillman foi lançada, parecendo mostrar Toledo fugindo e deixando cair uma arma antes de se virar para Stillman e levantar as mãos vazias. De acordo com o Departamento de Polícia de Chicago, Stillman atirou no menino menos de um segundo depois que ele largou a arma. Uma moradora da área que disse ter testemunhado o tiroteio da janela de seu apartamento do outro lado da rua disse que Toledo estava atendendo aos pedidos do policial quando foi baleado. A arma recuperada no local pelos investigadores era uma pistola semiautomática 9mm com o pente vazio.

A divulgação do vídeo da câmera corporal gerou protestos em Chicago e em todo o país. Toledo foi uma das pessoas mais jovens mortas pela polícia no estado de Illinois em anos. Sua morte foi relacionada por alguns analistas a um padrão mais amplo de violência policial desproporcional contra latinos e outras crianças de cor. Também ocorreu quando os Estados Unidos estavam lidando com vários casos de alto perfil de policiais matando pessoas de cor desarmadas.
Em maio de 2021, o Primeiro Procurador-Geral Adjunto que revisou a oferta imprecisa foi forçado a renunciar. Em março de 2022, as autoridades anunciaram que não haveria acusações criminais contra o policial envolvido no assassinato de Toledo.